# Bandvoorjaarsuil
De bandvoorjaarsuil (Orthosia opima) is een vlinder uit de familie van de uilen, de Noctuidae.

## Beschrijving
De voorvleugellengte bedraagt tussen de 15 en 17 millimeter. De grondkleur van de voorvleugel varieert van lichtgrijs tot donkerbruin. Midden over de vleugel loopt een verdonkerde band, die bij sommige exemplaren vaag is, maar in het algemeen wel zichtbaar. De vleugelpunt is tamelijk spits, en de golflijn langs de buitenrand is rechter dan bij andere Orthosia-soorten.

## Waardplanten
De bandvoorjaarsuil is tamelijk polyfaag en gebruikt diverse loofbomen, struiken en kruidachtige planten als waardplanten. De rups is te vinden van mei tot juli. De soort overwintert als pop.

## Voorkomen
De soort komt verspreid over het Palearctisch gebied voor.

### In Nederland en België
De bandvoorjaarsuil is in Nederland en België een zeldzame soort. In Nederland worden vooral op de Veluwe waarnemingen gedaan. De vlinder kent één jaarlijkse generatie, die vliegt van halverwege maart tot halverwege mei.